# Lépiote crêtée
Lepiota cristata
Espèce
La lépiote crêtée ( Lepiota cristata ) possède un  petit chapeau blanc, peu charnu et irrégulièrement campanulé (2 à 5 cm de diamètre) dont la calotte est uniformément brun clair et lisse,  tandis que le reste de la cuticule est parsemée d’écailles brunes à ocre roussâtre clair qui se raréfient en se rapprochant de son bord. Les lames libres et très serrées, sont blanches mais deviennent brunâtres en vieillissant. Le pied  grêle et court sans bulbe, de 2,5 à 5 cm de haut, a un diamètre de 0,3 à 0,5 cm, est blanc mais se teinte assez vite dans le bas de rose brunâtre et porte parfois un anneau laineux de couleur blanche ou les restes de celui-ci. La chair mince et légèrement rosée, dégage une odeur désagréable. Elle pousse de l'été à la fin de l'automne dans les jardins, les parcs, les taillis, les lisières et en forêt.

## Comestibilité
Certains auteurs la considèrent comme réellement très toxique tandis que d’autres la considèrent comme suspecte. De toute manière, son odeur mais surtout ses caractéristiques pouvant la faire confondre avec d’autres petites lépiotes toxiques et même mortelles, il y a lieu de la rejeter sans hésiter.

## Confusions possibles
On peut confondre la lépiote crêtée avec la lépiote féline (Lepiota felina) qui est considérée comme toxique, mais aussi avec la lépiote  brun rose  (Lepiota brunneoincarnata), la lépiote  brune  (Lepiota helveola)  et  la lépiote de Josserand  (Lepiota josserandii), qui elles sont mortelles.

## Bibliographie

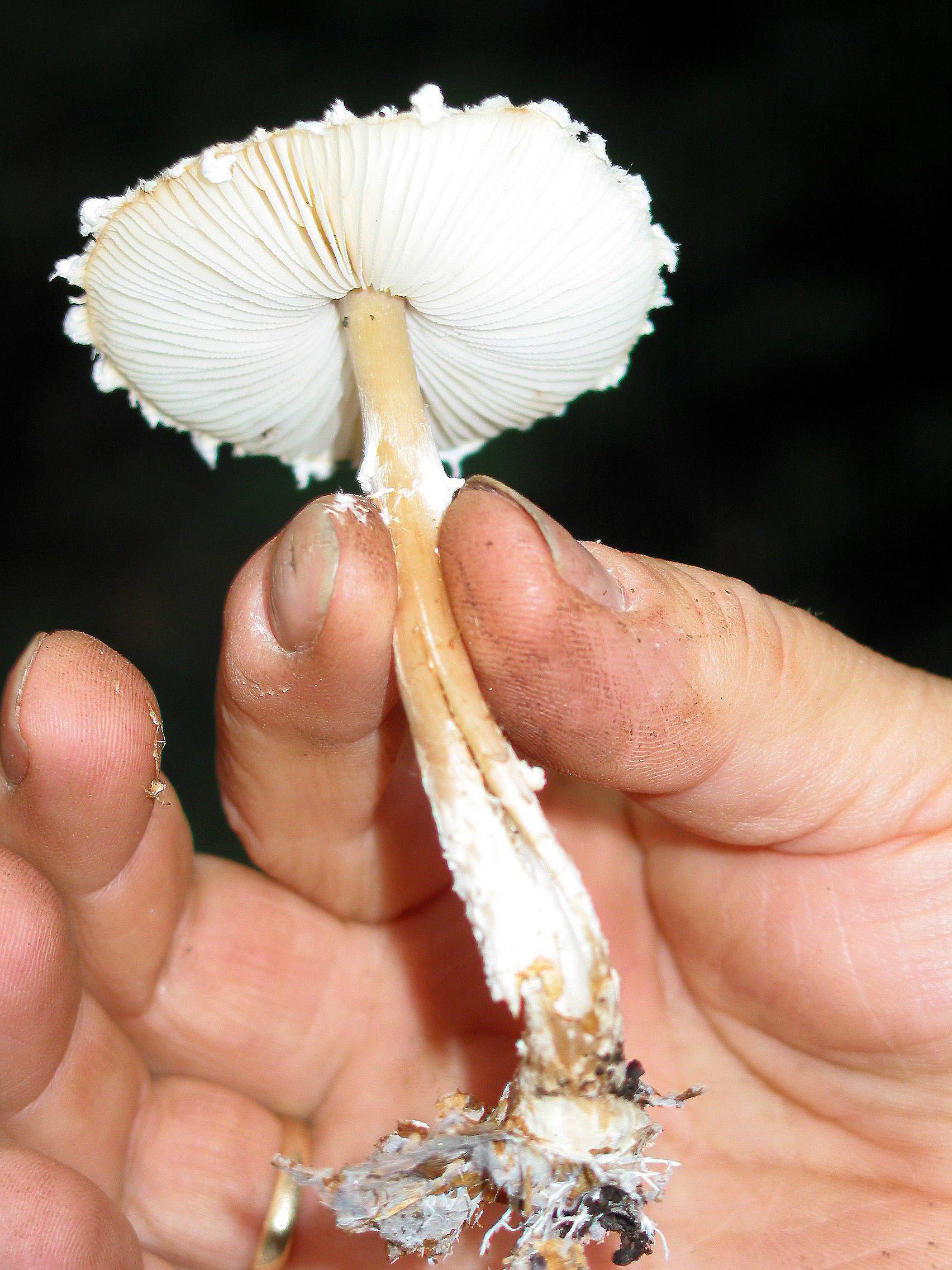
Lepiota cristata